# 1711 Sandrine
Sandrine (asteróide 1711) é um asteróide da cintura principal, a 2,6778037 UA. Possui uma excentricidade de 0,1116368 e um período orbital de 1 911,5 dias (5,24 anos).
Sandrine tem uma velocidade orbital média de 17,15531344 km/s e uma inclinação de 11,08177º.
Esse asteróide foi descoberto em 29 de Janeiro de 1935 por Eugène Delporte.